# Сибирски снежен овен
Сибирският снежен овен (Ovis nivicola) е вид бозайник от семейство Кухороги (Bovidae). Най-тясно свързан е с дебелорогия овен и овена на Дал.

## Подвидове
- Колимски снежен овен, O. n. ssp
- Корякски снежен овен, O. n. koriakorum
- Охотски снежен овен, O. n. alleni
- Якутски снежен овен, O. n. lydekkeri
- Камчатски снежен овен, O. n. nivicola
- Путорански снежен овен, O. n. borealis
- Чукотски снежен овен, O. n. tschuktschorum

Путоранския снежен овен живее изолиран от останалите подвидове, в платото Путорана.

## Разпространение и местообитание
Разпространен е в Русия.